# Jacques Okoumassoun
Tamègnon Jacques Okoumassoun (* Dezember 1972 in Cotonou, damals Republik Dahomey) ist ein beninischer Sportfunktionär.

## Werdegang
Nach seinem Abitur trat Okoumassoun 1993 in die Armee ein, um Pilot der beninischen Luftwaffe zu werden. Als sich abzeichnete, dass dieses Ziel nicht zu erreichen ist, verließ er die Streitkräfte, um einen Aufnahmetest beim nationalen TV-Sender ORTB zu absolvieren. Okoumassoun erwarb akademische Abschlüsse in Wirtschaftsrecht, Kommunikation und Marketing sowie Beschaffungswesen und arbeitete als Journalist und Moderator bei den Sendern ORTB, CFI und Canal Sport. Während der Amtszeit von Thomas Boni Yayi arbeitete er als Assistent des Ministers für maritime Wirtschaft und Hafeninfrastruktur.
Ende Dezember 2012 wurde der nationale beninische Fechtverband Fédération Béninoise d’Escrime (FBE) durch das beninische NOK gegründet und Okoumassoun zum ersten Präsidenten gewählt. Eine Wiederwahl Okoumassouns als Präsident erfolgte Anfang 2021. Im selben Jahr wurde der ehemalige Sportjournalist zum stellvertretenden Generalsekretär des afrikanischen Kontinentalverbandes Confédération Africaine d’Escrime (CAE) gewählt.
Per Dekret 2016–111 vom 10. März 2016 erhielt Oukamssoun den nationalen Verdienstorden Ordre du Mérite du Bénin im Rang eines Chevalier.

## Privates
Okoumassoun ist verheiratet und Vater von drei Kindern.

## Ehrungen
- 2017: Nationaler Verdienstorden Benins (Chevalier)[7]